# Imbros
Ne doit pas être confondu avec Ímbros.

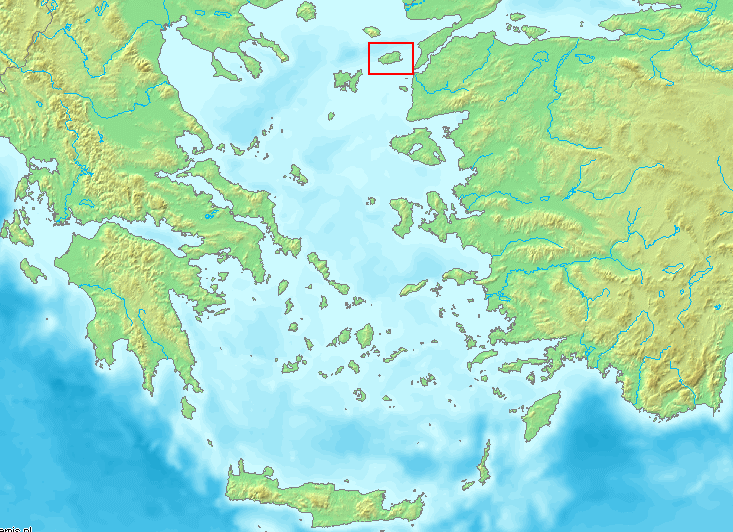
Position d'Imbros dans la mer Égée

Imbros (du nom grec Ίμβρος / Ímvros et anciennement İmroz en turc), en turc Gökçeada, est une île turque située dans le Nord de la mer Égée.

## Étymologie
Le nom turc de Gökçeada signifiant « île du ciel bleu » est officiel depuis le 29 juillet 1970. Auparavant le nom de l’île en turc était Imroz. Le nom initial Ίμβρος en grec ancien est supposé par Brochart dans son Dictionnaire de Trévoux (tome V, 1771) avoir une origine sémitique (soit phénicienne, bien que Brochart la pense hébraïque) provenant du mot arnevet signifiant lièvre.

## Géographie
L'île se situe à l’entrée du golfe de Saros au nord de Lesbos, à l’est de Lemnos et au sud de Samothrace et à 20 km du détroit des Dardanelles. L’île fait 27 km de long sur 10 km de large en moyenne ; elle a une superficie de 286,84 km2 et son principal cours d’eau est l'Ilissos (aujourd'hui Ilisu ou Küzeysu). Son point culminant (673 m) est l’ancien volcan de Profítis Ilias, aujourd'hui İlyas Dağ. La faille nord-anatolienne traverse juste au nord d'Imbros, qui a causé des tremblements de terre très puissants et meurtriers, le plus récemment en 2014, et constitue une menace majeure pour l'île. Les petits tremblements de terre perceptibles ne sont pas inhabituels. L’île compte presque 9 000 habitants permanents, mais le triple durant l’été, surtout des Stambouliotes en vacances. Elle comprend les localités suivantes : Gökçeada (chef-lieu, anciennement Panagía Palomeni), Kaleköy (anciennement Kastro), Dereköy (anciennement Skhinoudi), Tepeköy (anciennement Agrídia), Bademli (anciennement Gliki), Zeytınli (anciennement Hagía Théodora) et Uğurlu (anciennement Livounia).

## Histoire
Les premières traces de fréquentation humaine sur l’île remontent à la Préhistoire. Le site néolithique d’Uğurlu est occupé dès la première moitié du 7e millénaire,. Plusieurs sites de l'âge du bronze ont été identifiés.
Durant l’Antiquité, les Imbriotes s’associent à la révolte des cités ioniennes au début du Ve siècle av. J.-C. contre l’empire perse. Lors des guerres médiques, Imbros est une escale de la flotte athénienne et fait partie de la Ligue de Délos jusqu’à la paix d'Antalcidas. Elle est conquise par les Romains en 129 av. J.-C.. Dans ses parages, Lucullus détruit une partie de la flotte de Mithridate VI en 73 av. J.-C.
Sous l’Empire byzantin, au VIe siècle l’empereur Justinien Ier y rénove ports et fanaux. Des raids sarrasins la ravagent à trois reprises en 670, 674 et 678, emmenant en esclavage tous les Imbriotes qui n’avaient pu fuir. En friche, Imbros devient un refuge pour proscrits, déserteurs et évadés, régulièrement enrôlés de force dans les chiourmes de la marine byzantine. L’île se repeuple progressivement. Conquise par les croisés en 1204, reprise par les Byzantins en 1235, occupée par les Génois en 1355, prise par les Vénitiens en 1377, Imbros est conquise par Mehmed II en 1462 et devient ainsi ottomane. 
En 1913, à l’issue des guerres balkaniques, et contrairement aux autres îles Égéennes, Imbros ne fut pas rattachée à la Grèce car l’Entente et les Empires centraux préférèrent la maintenir sous souveraineté ottomane en tant que terre fortifiée protégeant le détroit des Dardanelles. En dépit des vœux de sa population alors entièrement hellénophone, cette politique fut confirmée en 1923 par le traité de Lausanne.
La bataille navale d’Imbros se déroula au large de l’île, le 20 janvier 1918, entre des navires de la Royal Navy et des navires allemands sous pavillon ottoman, commandés par le contre-amiral von Rebeur-Paschwitz.
Le traité de Lausanne imposait des échanges de population entre la Turquie et la Grèce, mais Constantinople, Imbros et Tenedos en étaient exclus : c’est pourquoi au milieu du XXe siècle, les 12 000 Imbriotes étaient encore presque tous Grecs, alors que soixante ans plus tard, au dernier recensement, ses 8 875 habitants étaient presque tous Turcs, à l’exception d’une faible population vieillissante d’origine grecque (environ 250 personnes). La population d’origine s’est progressivement exilée en Grèce à partir de 1955 (année du pogrom d'Istanbul), devenant minoritaire à partir de 1981, en raison des spoliations foncières, des chicanes fiscales, des discriminations et de la colonisation turque.

## Personnages célèbres
Imbros est la patrie d’origine du chroniqueur Critobule d'Imbros (XVe siècle) et du patriarche de Constantinople, Bartholomée Ier.

## Mythologie
L’Iliade lui accole le qualificatif de « rocheuse » (Il., XXIV, 78). Après les avoir capturés, Achille y vendit des fils du roi Priam, de même qu’à Samos et Lemnos (Il., XXIV, 751-753).